# Bagossy Sándor
Bagossy Sándor (Nagybánya, 1942–) erdélyi származású 8.generációs  magyar fazekasmester, restaurátor, művésztanár.

## Életútja
Szülővárosában, Nagybányán ismerkedett meg a fazekas mesterséggel, amellyel a családjában már több mint 170 éve foglalkoztak. Apja műhelyében dolgozott, érettségi után Bukarestben tanult rajz-természetrajz szakon, a főiskolai tanári képesítés megszerzése után atyja műhelyében tette le a keramikus-mestervizsgát. Alkotásait több romániai városban és Európa nagyvárosaiban is bemutatták. például:Prága,Amszterrdam, Berlin , Potsdam Lubling, Hamburg , Freithall, Drezda, Hannover, Köln , Magdeburg, Görlitz ,Franfurt stb.
Utazásai során fontosnak tartotta hogy az adott ország anyanyelvén tudjon megszólalni , így 5 nyelven beszél anyanyelvi szinten .Fiatal korában 20as éveiben Picassóval is dolgozott együtt.
Debreceni lányt vett feleségül, így mind saját, mind felesége szülővárosát otthonának érzi. 1985-ben családjával Erdélyből áttelepült Debrecenbe. Kerámiáival az elmúlt évtizedekben több hazai és külföldi kiállításon szerepelt.
Kantái, szilkéi, tejesköcsögei a nagybányai, barcasági kék ,vámfalusi, izavölgyi, misztótfalusi, magyarláposi nép hagyományos stílusát és technikáját mutatják be eredetiben és egyénileg továbbfejlesztett változatban. Emellett a hagyományanyagot felhasználva és átdolgozva korszerű használati tárgyakat is készít., mázait színeit maga keveri ebben rejlik egyedisége.. Felelevenítette a feledésbe merült debreceni kézműves-hagyományokat, fellelte a tiszafüredi, pásztói, mezőcsáti, sárospataki népi művészet motívumait is.
Fazekas munkái mellett múzeumok felkérésére részt vesz középkori edények restaurálásában, főleg németországi múzeumoktól kap megrendeléseket, s meghívásokat fazekas-fesztiválokra. A németországi Düppeli Falumúzeum őrzi és népszerűsíti alkotásainak legszebb darabjait.
Nagybányán a Művészeti Gimnáziumban tanított 19 évig (1967–1985). Debrecen több iskolájában, köztük a Medgyessy Ferenc Gimnáziumban és Képzőművészeti Szakiskolában, és közintézményekben szakkörök és tanfolyamok keretében tanította a fazekas mesterséget. Tanitványai ma már ismert és elismert fazekasok 
2022-ben költözött Szolnokra ahol első nagy kiállítása 2024 januárjában volt látható , azóta is több településen is volt kisebb kiállítása.A tanítói munkát ma is folytatja korongozni és mintát festeni tanítja az érdeklődőket ...

## Díjak, elismerések
- Népművészet mestere (1971, Románia)
- Népművészet Mestere díj (2005, Magyarország)
- Csokonai Vitéz Mihály-díj (2017, Magyarország)
- A Kézműves Alapítvány Nívó Díja( 2017 Magyarország)